# 이혜경 (1969년)
이혜경(李惠京, 1969년 3월 21일 ~ )은 대한민국의 제5대 울산광역시 북구의원이었다.

## 학력
- 대현국민학교 졸업
- 중앙여자중학교 졸업
- 학성여자고등학교 졸업
- 울산대학교 인문대학 사학과 졸업

## 경력
- 울산여성회 부설 울산광역시 북구 가정폭력상담소장
- 울산상담소 시설협의회 부회장
- 울산시교육청 교직복무심의위원 활동
- 울산광역시 북구 어린이날 큰잔치 행사준비위원회 집행위원장
- 연암초등학교 운영위원장
- 전국지방여성의원네트워크 운영위원
- 사단법인 행복발전소 운영위원
- 사단법인 울산여성회 북구지부 운영위원
- 울산 한부모 가족센터 자문위원
- 2010.07 ~ 2014.06 제5대 울산광역시 북구의회 의원
- 통합진보당 울산시당 북구 지역위원회 부위원장

## 역대 선거 결과
| 실시년도 | 선거      | 대수 | 직책   | 선거구    | 정당       | 득표수   | 득표율          | 순위         | 당락 | 비고           |
| -------- | --------- | ---- | ------ | --------- | ---------- | -------- | --------------- | ------------ | ---- | -------------- |
| 2010년   | 지방 선거 | 5대  | 구의원 | 울산 북구 | 민주노동당 | 38,144표 | \| \| 57.01% \| | 비례대표 1번 |      | 초선, 민선 5기 |
|          | 57.01%    |      |        |           |            |          |                 |              |      |                |